# Egira (Grecia)
Egira (in greco Αιγείρα?, Aigeira) è un ex comune della Grecia nella periferia della Grecia Occidentale (unità periferica dell'Acaia) con 4 503 abitanti secondo i dati del censimento 2001.
È stato soppresso a seguito della riforma amministrativa, detta Programma Callicrate, in vigore dal gennaio 2011 ed è ora compreso nel comune di Aigialeia.
Il sito archeologico dell'antica Egira si trova a circa 6 km dalla città moderna. È un sito importante per i periodi miceneo e successivo, con resti particolarmente estesi del periodo ellenistico. È stato scavato dal 1916 dagli archeologi dell'Istituto Archeologico Austriaco di Atene.

## Località
Egira è suddiviso nelle seguenti comunità:
- Egira
- Eges
- Ampelokipoi
- Chrysanthio
- Exochi
- Monastiri
- Oasi
- Perithori
- Seliana
- Sinevro
- Vella